# Lutica maculata
Lutica maculata är en spindelart som beskrevs av Marx 1891. Lutica maculata ingår i släktet Lutica och familjen Zodariidae. Inga underarter finns listade i Catalogue of Life.